# Utilisation de médicaments pendant l'allaitement
 (septembre 2009).
Si vous disposez d'ouvrages ou d'articles de référence ou si vous connaissez des sites web de qualité traitant du thème abordé ici, merci de compléter l'article en donnant les références utiles à sa vérifiabilité et en les liant à la section « Notes et références ».
L'utilisation de médicaments pendant l'allaitement varie bien sûr d'une substance à l'autre. Certains médicaments possédant une toxicité organique intrinsèque sont en principe contre-indiqués pendant l'allaitement : il s'agit par exemple des aminoglycosides et des cytostatiques. La plupart des médicaments peuvent cependant être utilisés pendant la période d'allaitement à condition qu'une adaptation de la dose et une surveillance de l'enfant soient observées ; il est important de poursuivre l'allaitement dans la mesure du possible. En tout cas, un médicament ne sera administré qu'en présence d'une indication bien établie. Par ailleurs, certains médicaments favorisent la lactation (les antagonistes dopaminergiques tels les antipsychotiques, le métoclopramide), d'autres l'inhibent (les agonistes dopaminergiques tels la bromocriptine, la cabergoline, le pergolide).